# Magaba
Magaba (actualment Kurgh Dagh) és el nom antic d'una muntanya al centre de Galàcia a l'oest de l'Halis, i e l'est d'Ancira, de la qual era propera.
L'any 189 aC, quan Gneu Manli Vulsó va atacar els gàlates, els tectòsages i els trocmis, les tribus es van refugiar en aquesta muntanya i es van defensar de l'atac romà, però van ser derrotades, diu Titus Livi.
Segons Rufus Fest Aviè la muntanya i el territori van agafar posteriorment el nom de Modiacus.